# اروين كروزار
اروين كروزار (بالألمانية: Erwin Kreuzer)‏ (و. 1878 – 1953 م) هو قسيس ألماني، ولد في برلين، توفي في بون، عن عمر يناهز 75 عاماً.

## مناصب
تولى منصب bishop of the Old Catholic Church ‏، Catholic Diocese of the Old Catholics in Germany ‏ (8 مايو 1935–1953)
.

## التعليم
تعلم في جامعة بون
.

## روابط خارجية
- اروين كروزار على موقع مونزينجر (الألمانية)